# Non Stop Opera
Non Stop Opera je koncertní album skupiny The Plastic People of the Universe, vydané 12. prosince roku 2011. Album je věnováno památce Ivana Martina Jirouse, který v listopadu téhož roku zemřel. Oficiální křest alba proběhl 14. prosince v pražské Akropoli.

## Seznam skladeb
| Pořadí | Název                   | Délka |
| ------ | ----------------------- | ----- |
| 1.     | Půlnoční myš            | —     |
| 2.     | Moucha v ranním pivě    | —     |
| 3.     | Marie, vstávej          | —     |
| 4.     | Spáč                    | —     |
| 5.     | Magorův šém             | —     |
| 6.     | Zácpa                   | —     |
| 7.     | Jednou nohou            | —     |
| 8.     | Non Stop Opera          | —     |
| 9.     | V konečcích prstů       | —     |
| 10.    | Vážený pane K.          | —     |
| 11.    | Okolo okna              | —     |
| 12.    | Moc jsem si neužil      | —     |
| 13.    | Podivuhodný Mandarín    | —     |
| 14.    | Kanárek                 | —     |
| 15.    | Muchomůrky bílé         | —     |
| 16.    | Ranní ptáče dál doskáče | —     |